# 门尼菲 (加利福尼亚州)
门尼菲（英語：Menifee）是美国加利福尼亚州里弗赛德县西南部的一座城市，是洛杉矶联合统计区的一部分，位于穆列塔以北近8英里（13公里），这座城市大约有50平方英里（100平方公里），海拔434米，2016年人口约89,004人。门尼菲建制市包括门尼菲，太阳城，鹌鹑谷，帕洛玛山谷以及罗莫兰德的部分社区。